# Josep Massot i Muntaner
|  | Aquest article tracta sobre el monjo benedictí català. Vegeu-ne altres significats a «Josep Massot». |

Josep Massot i Muntaner (Palma, 3 de novembre de 1941 - Monestir de Montserrat, 24 d'abril de 2022) fou un monjo benedictí, filòleg, historiador, assagista mallorquí i director de les Publicacions de l'Abadia de Montserrat des de l'any 1971.

## Biografia

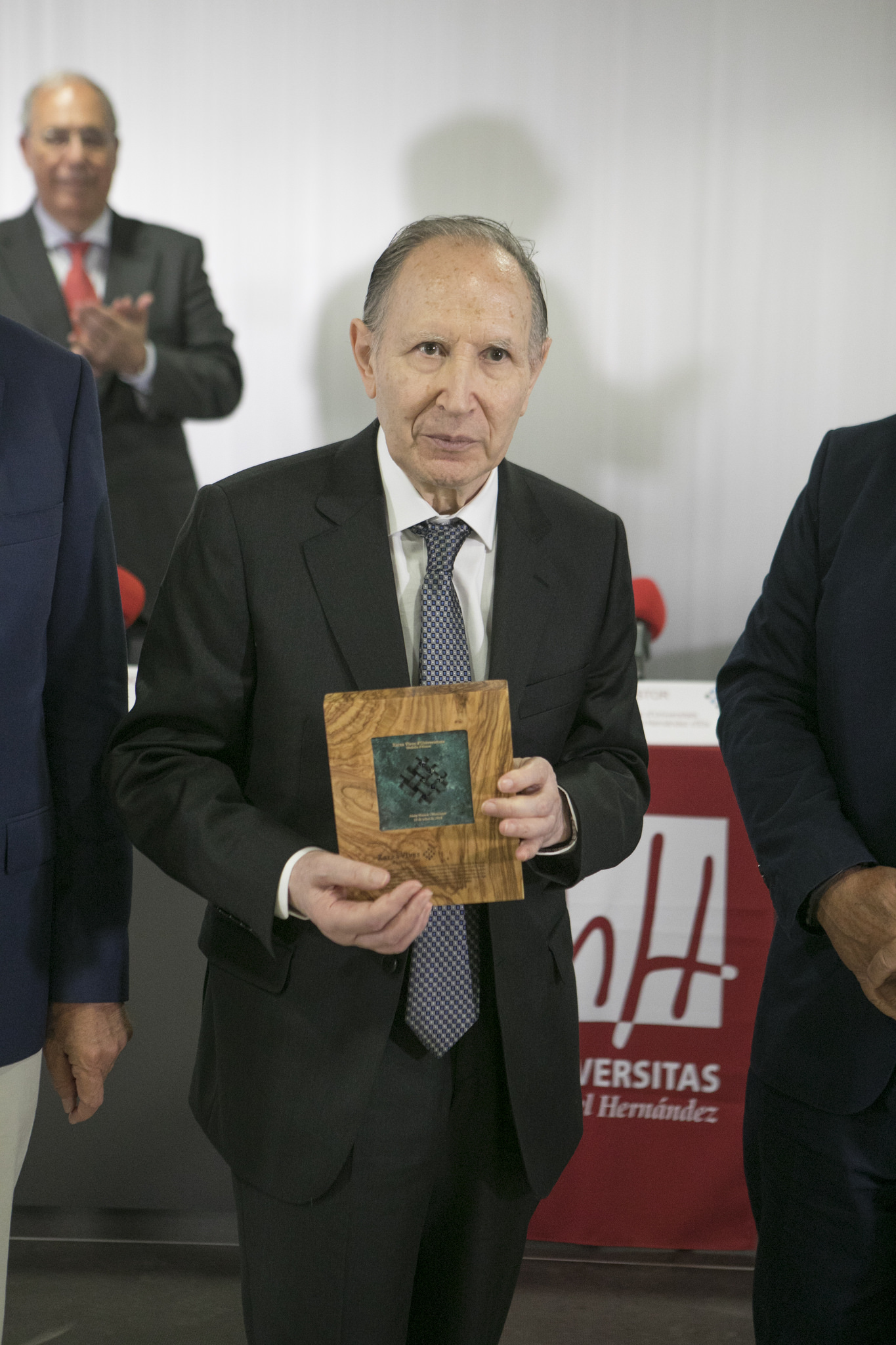
Josep Massot, premiat amb la Medalla d'Honor de la Xarxa Vives

Va néixer el 1941 a la ciutat de Palma. Va estudiar Filologia romànica a la Universitat de Barcelona, on es va llicenciar el 1963, i amplià els seus estudis de filosofia i teologia a Alemanya. També es va formar de forma clandestina als Estudis Universitaris Catalans de l'Institut d'Estudis Catalans. Entre 1970 i 1973 va fer classes a la Universitat de Barcelona i, a partir del 1973, fou nomenat secretari de l'Associació Internacional de Llengua i Literatura Catalanes. Col·laborà amb la Gran Enciclopèdia Catalana i dirigí el Diccionari de Literatura Catalana del 1977 al 1979, any de la seva publicació. Membre de la Secció Històrico-Arqueològica de l'Institut d'Estudis Catalans i de la Reial Acadèmia de Bones Lletres de Barcelona, és conservador del fons de l'Obra del Cançoner Popular de Catalunya i fundador de la Societat Catalana de Llengua i Literatura i de la revista Randa.
L'any 1989 fou guardonat amb el Premi Francesc de Borja Moll dels Premis 31 de desembre de l'Obra Cultural Balear, el 1996 amb la Creu de Sant Jordi, i el 1997 amb el Premi Nacional de Cultura Popular, concedit per la Generalitat de Catalunya. Així mateix, l'any 1994 fou guardonat amb el Crítica Serra d'Or de Recerca en Humanitats. És doctor honoris causa per la Universitat de les Illes Balears (1999) i la Universitat de València (2016). El 2012 se li atorgà el Premi d'Honor de les Lletres Catalanes. L'any 2018 se li va atorgar la Medalla d'Honor de la Xarxa Vives d'Universitats. Va rebre tumbé la Medalla d'Or otorgada per Consell Insular de Mallorca i l'any 2019 la Medalla d'Or de la Comunitat Autònoma de les Illes Balears a proposta de la Conselleria de Cultura, Participació i Esports del Govern.
Amb motiu del seu vuitantè aniversari, el 2021 es va publicar una miscel·lània en honor seu, El monjo, l’historiador i l'editor. Homenatge a Josep Massot i Muntaner Així mateix, la Institució de les Lletres Catalanes li va retre un homenatge a l'Institut d'Estudis Catalans.

## Monestir de Montserrat
L'any 1962 ingressà a l'orde benedictí del Monestir de Montserrat, i fou ordenat prevere el 1972. Des de 1971 és director de les Publicacions de l'Abadia de Montserrat. Va ser un dels monjos que va acompanyar la tancada d'intel·lectuals a Montserrat de 1970, germen de l'Assemblea de Catalunya. Entre d'altres coses, s'hauria ocupat d'amagar les agendes de molts dels participants per evitar que fossin intervingudes per la Guàrdia Civil quan els participants tornaven a casa. L'any 2010 va publicar una edició actualitzada de la Història de Montserrat.

## Obra
Interessat de ben jove pels estudis històrics i lingüístics, s'especialitzà en l'edat mitjana i en altres temes com la postguerra o la història de l'Església. Va impulsar treballs de recerca i homenatges sobre autors històrics de la cultura catalana, i també estudis filològics.
Va publicar un gran nombre d'obres, d'entre les quals destaquen:
- 1972: Els mallorquins i la llengua autòctona
- 1973: Aproximació a la història religiosa de la Catalunya contemporània
- 1976: La Guerra Civil a Mallorca
- 1977: Església i societat a la Mallorca del segle XX
- 1978: Cultura i vida a Mallorca entre la guerra i la postguerra (1930-1959)
- 1979: Els creadors del Montserrat modern. Cent anys de servei a la cultura catalana
- 1990: Els escriptors i la Guerra Civil a les Balears
- 1992: Els intel·lectuals mallorquins davant el franquisme
- 1996: El primer franquisme a Mallorca
- 1997: Guerra civil i repressió a Mallorca
- 1998: Tres escriptors davant la guerra civil
- 2002: Els viatges folklòrics de Marià Aguiló (amb una biobibliografia de l'autor)
- 2014: Rafael Patxot i Jubert: el savi, el mecenes, el patriota
- 2021: Caçadors de cançons: les missions de l'Obra del Cançoner Popular de Catalunya

També va escriure sovint a la premsa i a revistes especialitzades, com ara a Els Marges, Serra d'Or, Lluc o Estudis Romànics. L'any 1984 fou publicat el Cançoner musical de Mallorca, obra del seu avi Josep Massot i Planes (1875-1943), músic i folklorista.